# Rhodognaphalon
Rhodognaphalon é um género botânico pertencente à família Malvaceae.

## Espécies selecionadas
Plants of the World Online atualmente inclui:
- Rhodognaphalon brevicuspe (Sprague) Roberty - Espécie-tipo
- Rhodognaphalon lukayense (De Wild. & T.Durand) A.Robyns
- Rhodognaphalon mossambicense (A.Robyns) A.Robyns (sinônimo de Rhodognaphalon schumannianum)
- Rhodognaphalon stolzii (Ulbr.) A.Robyns